# Mycena cyanorhiza

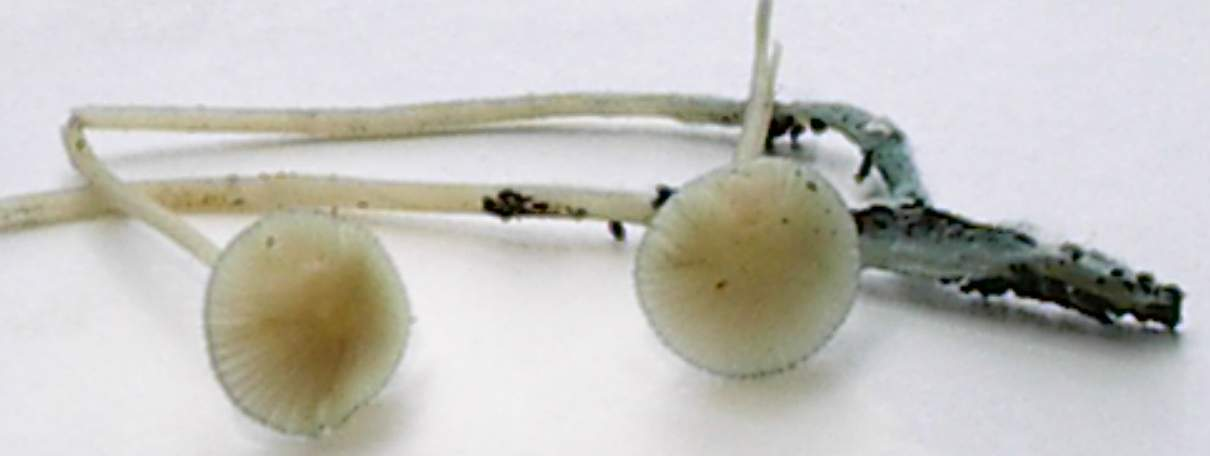

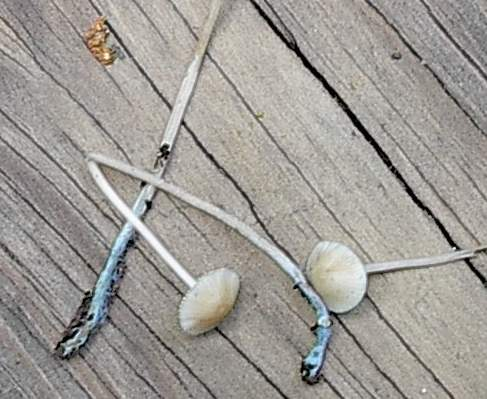

Mycena cyanorhiza Quél. – gatunek grzybów z rodziny grzybówkowatych (Mycenaceae).

## Systematyka i nazewnictwo
Pozycja w klasyfikacji według Index Fungorum: Mycena, Mycenaceae, Agaricales, Agaricomycetidae, Agaricomycetes, Agaricomycotina, Basidiomycota, Fungi.
Po raz pierwszy takson ten opisał w 1875 r. Lucien Quélet. Synonim: Pseudomycena cyanorhiza (Quél.) Cejp 1930.

## Morfologia
Kapelusz
Średnica 0,3–1 cm, kształt dzwonkowato-półkulisty z drobnym garbkiem na szczycie. Powierzchnia gładka, szarobrązowa lub szaroniebieska, brzeg prążkowany, wyblakły, białawy, prążki szare.
Blaszki
Dość gęste, białawe.
Trzon
Wysokość 1–3 cm, grubość 0,05–0,1 cm, nitkowaty, prosty, niekiedy wygięty. Powierzchnia prążkowana, pokryta delikatnymi włoskami, szara, podstawa niebieska.
Miąższ
Bardzo cienki, błonkowaty, o łagodnym smaku i zapachu, początkowo chloru, później rzodkiewki.
Cechy mikroskopowe
Zarodniki 5,5-9,5 × 3,5–5 μm, elipsoidalne, amyloidalne. Podstawki 4- zarodnikowe. Cystydy 9-20 × 5,5-7 µm, jajowate z palczastymi wyrostkami.
Gatunki podobne
Grzybówka modrooliwkowa (Mycena amicta). Najbardziej charakterystyczną cechą Mycena cyanorhiza jest niebieska podstawa trzonu.

## Występowanie i siedlisko
Podano stanowiska  Mycena cyanorhiza tylko w Europie. Gatunek rzadki. Brak go w opracowanym w 2003 r. przez Władysława Wojewodę zestawieniu wielkoowocnikowych grzybów podstawkowych Polski, ale jego stanowiska podano w latach późniejszych.
Grzyb saprotroficzny. Występuje na pniakach, korze i gałęziach drzew iglastych.